# Marie La Cécilia
Pour les articles homonymes, voir Marie David.
Marie La Cécilia, également connue sous les noms Marie David et Marie David femme La Cécilia, née le 1er décembre 1839 à Scye (Haute-Saône) et morte le 29 janvier 1922 à Paris 16e, est une institutrice, militante républicaine lors de la Commune de Paris en 1871. Elle est secrétaire de la Société pour la revendication des droits des femmes créée par la féministe André Léo.

## Biographie
Elle naît en 1839 à Scye, fille naturelle de Marie Grangeret. Un mois plus tard, elle est reconnue par Charles Justin David, cultivateur, dont elle prend le patronyme.
Louise Michel fait sa connaissance dans une école professionnelle où Marie David prend des cours du soir.
En 1869, Marie David devient secrétaire de la Société pour la revendication du droit des femmes créée par André Léo. La société est domiciliée chez David. Elle côtoie dans ce groupe  Augustin et Caroline Verdure ainsi que les féministes Léon Richer et Maria Deraisme. Léo envisage de créer une école laïque pour filles où David sera future professeur de comptabilité pour le 1er octobre 1870. Cependant, la guerre de 1870 démarre le 19 juillet et interrompt ce plan.
Après avoir habité au no 4 rue Houdon avec le colonel Napoléon La Cécilia, ils se marient le 3 septembre 1870, le lendemain de la capitulation française. Elle prend le nom de Marie La Cécilia.
À la suite du soulèvement du 18 mars 1871, son mari devient colonel et chef d'état-major du général Émile Eudes. Désormais établie au no 6 de la rue Houdon, Marie La Cécilia accouche le 28 mars d'une fille, Marguerite Élisabeth Marie Paulina, prématurée de 2 mois,. Cette dernière meurt à l'âge de deux mois, en pleine semaine sanglante. Des rumeurs circulent sur la mort de Marie La Cécilia alors qu'elle doit se cacher pour éviter tout chantage sur son mari, mais celui-ci croit à son décès.
Pour échapper à la répression qui suit la fin de la Commune, Marie La Cécilia fuit d'abord en Belgique où son mari la rejoint, puis ils passent au Luxembourg. Le 20 juillet 1871, ils visitent Victor Hugo, exilé avec sa famille, à Vianden car le colonel souhaite clarifier des faits de guerre sur la mort d'un espion. Le couple part ensuite à Londres où son mari enseigne pour la Royal Navy à New Cross. Là elle accouche d'un fils, Vindex Châteaudun, le 7 juillet 1872. L'état de santé de son mari se dégrade et la famille se rend en Égypte en 1877 dans l'espoir d'y voir une amélioration. Mais il meurt de tuberculose près d’Alexandrie, le 25 novembre 1878. Marie La Cécilia rencontre des difficultés financières, notamment pour rentrer, et demande de l'aide à Victor Hugo.
Une fois à Paris, la police surveille constamment ses mouvements en raison de son passé révolutionnaire et de son activité militante aussi change-t-elle d'adresse souvent.
Une conférence est mise en place pour venir en aide à sa situation financière le 5 mars 1879 par Édouard Lockroy, Étienne Carjat, Charles Callet sous la présidence de Clemenceau,.
En août 1880, Marie La Cécilia organise une réunion des anciens réfugiés communards de Londres chez elle au no 37 rue des Noyers. Elle assume la direction d’une école de filles rue du Perche, à la rentrée 1880.
Au cours d'un repas d'anniversaire de la Commune le 19 mars 1881 rue Saint-Denis, Marie La Cécilia prononce un discours pour évoquer l'héritage positif de cette période dans l’émancipation des femmes. 
En 1882, on sait qu'elle trouve un poste d’enseignante par l'intermédiaire de relations militaires.
Début 1890, elle est responsable d'une institution pour jeunes filles délinquantes à Yzeure où elle reste quatre ans puis rentre à Paris. Elle y est enseignante et continue de correspondre avec André Léo depuis son logement au no 24 rue Pavée. 
Par un décret paru au Journal officiel le 27 février 1899, « Mme La Cécilia (Marie-Charlotte-Julienne), née David, dame déléguée hors classe du service des enfants assistés » est nommée officier d'académie. Dans le tome 3 de son ouvrage La Commune vécue : 18 mars-28 mai 1871, paru en 1905, le communard Gaston Da Costa écrit : « Mme La Cécilia vit toujours. Son fils est actuellement en Angleterre où il occupe une situation honorable dans l'enseignement. Il exerce la même profession que son père, qui était un philologue distingué. »
Elle meurt en 1922, en son domicile parisien du 1, rue Chardon-Lagache.

## Hommage
Elle est mentionnée dans la préface des mémoires de Victorine Brocher, parues en 1909.